# 本町通 (名古屋市)
本町通（ほんまちどおり）は、名古屋市中区を南北に貫く道路。

## 歴史
名古屋城の築城に伴い、同時に計画都市として名古屋城下町（碁盤割）も構築された。その城下町の背骨としての機能を担ったのが本町通であった。本町通は、名古屋城から名古屋城下町を経て熱田に至る道路であり、幅員が5間と当初から広幅員の道路として整備された。碁盤割地区の他の道路は軒並み幅員が3間であり、1893年（明治26年）に至っても当時の名古屋市内の里道の平均幅員が1間3尺余であったことを考えればそれがいかに広いかがわかる。
城下町では敵襲に備えて城に至る道路を曲げるという手法が採られることがあるが、本町通は東海道の拠点の一つでもある宮宿まで南北に直線に整備されている。
江戸時代には大店は挙ってこの道路沿いに店を構えたという。また、東照祭の山車や朝鮮通信使のルートとしても活用された。
通りの北端に位置する京町筋から杉ノ町筋までの2丁が江戸時代における本町であり、その名称は清洲越しに伴い清州城下にあった本町の旧称をそのまま移したものである。
明治に入ると、本町通は国道第10号線として総延長が1里14町（1里が36町に相当し、約3.9キロメートル）、幅員が4間から6間の主要道路として指定されることになる。これは本町通が東海道（国道第1号線）と名古屋城に置かれた第三師団を結ぶルートにあったことによるものであった。また、1877年（明治10年）愛知県庁が久屋町に移転すると、玉屋町角で交わる道路（広小路の一部）が、栄町から県庁までの7町58間（1町が60間に相当し、約109メートル）が付属線という形で国道第10号線に編入されている。
国道として指定された本町通であったが、その道路状況はあまり良いものとはいえず、1894年（明治27年）7月には道路東側の家屋を30尺退かせたり、「大窪み」と称する坂道を埋めるなどの改良が完成している。
さらには、1928年（昭和3年）の御大典記念を名目に拡幅が行われている。このときは玉屋町4丁目から本町1丁目の延長1009メートルの区間が対象となり、幅員は14.5メートルとなった。また同時に舗装工事と架空線の地中化も行われた。工事の完了に合わせて、従来の本町と玉屋町は統合され、御幸本町通と改称された。
名古屋の主要百貨店の一つである松坂屋は江戸時代にはいとう呉服店の名称で営業していたが、当初は本町通沿いに店を構えていた。しかし、1908年（明治41年）には、火災により焼失した名古屋市役所の跡地を購入し、広小路沿いに新業態のデパートメントストアとして進出したことは、本町通から広小路通へと主役が交代していく一つの象徴となる出来事であった。

## ギャラリー

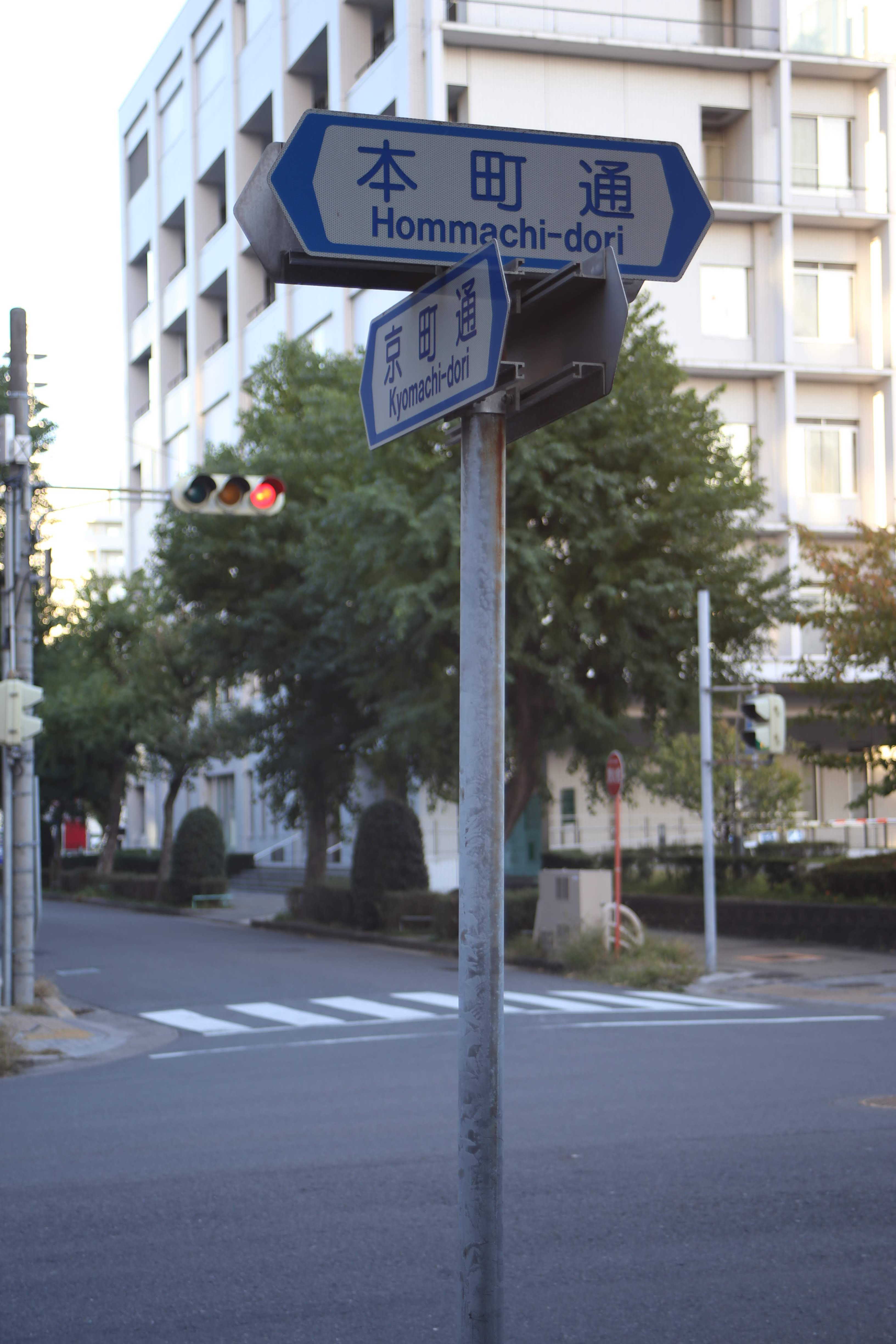
京町通との交点
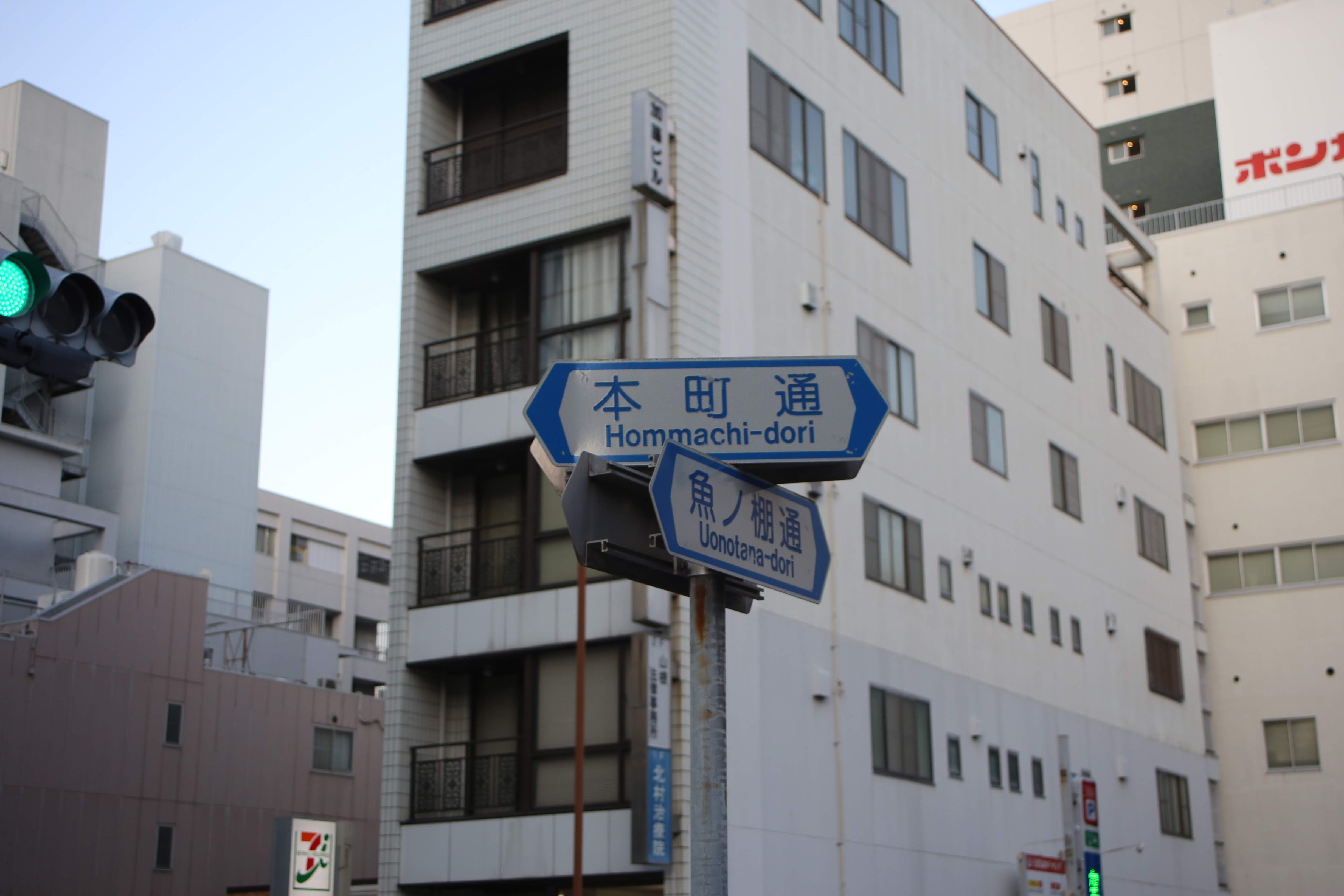
魚ノ棚通との交点
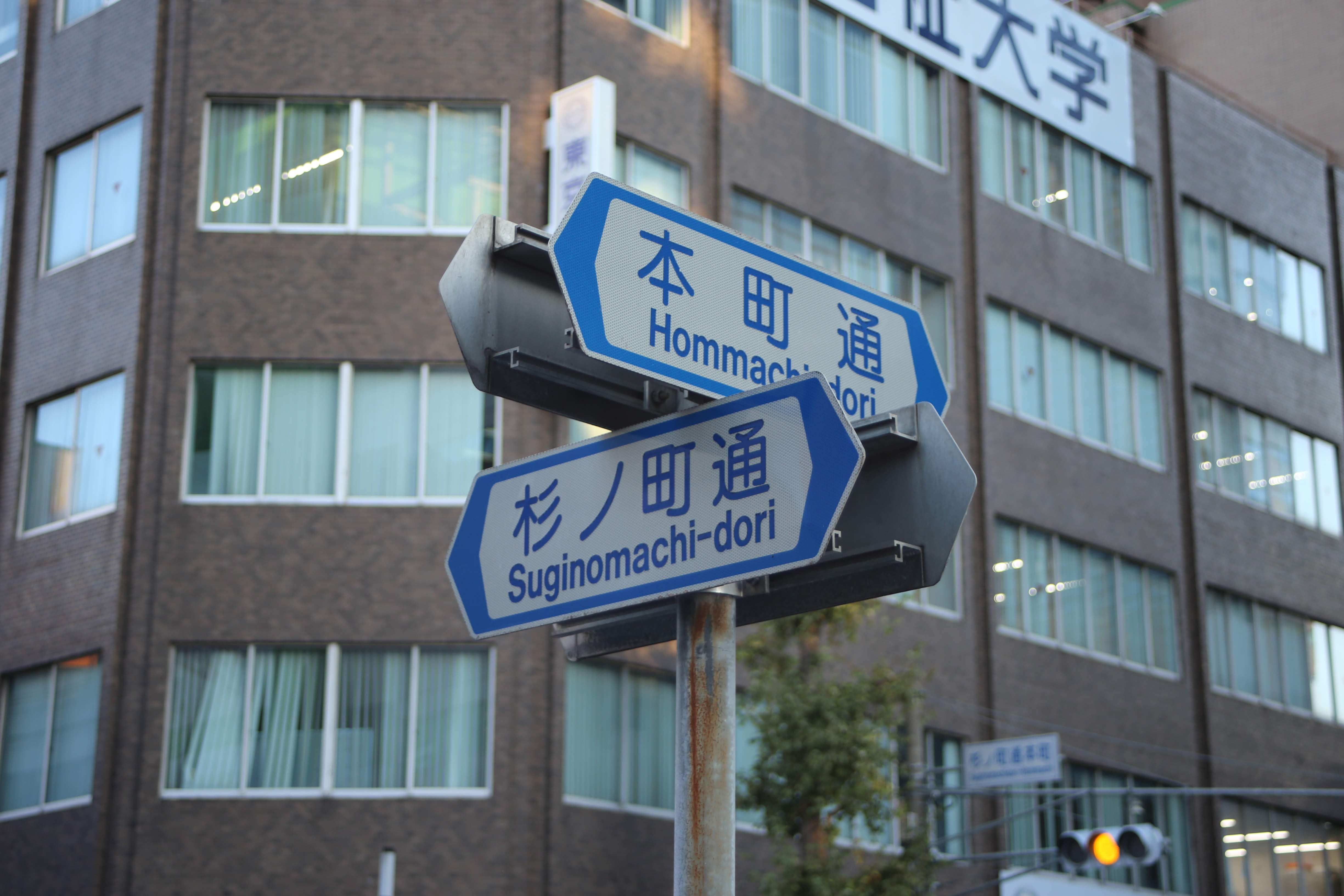
杉ノ町通との交点
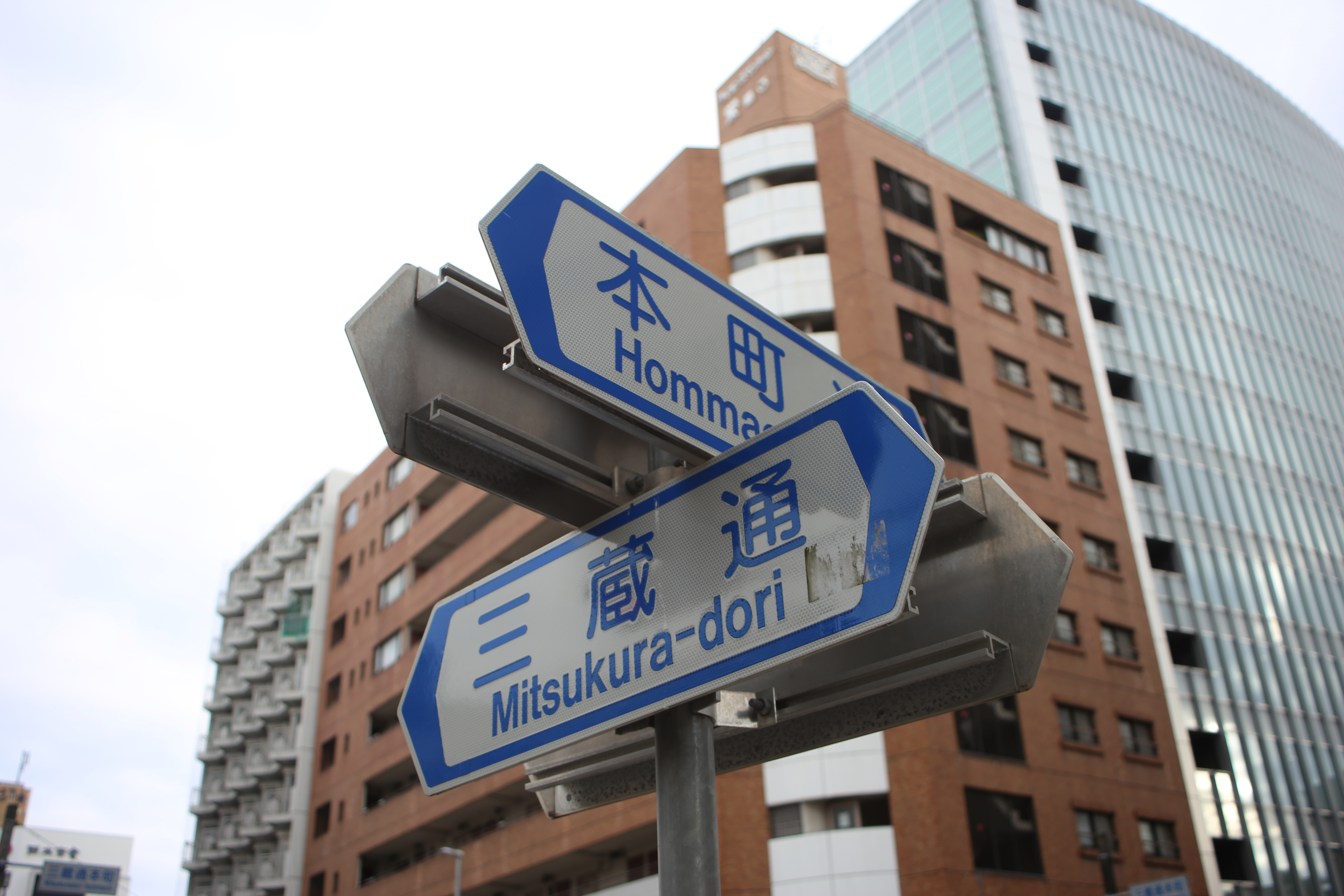
三蔵通との交点